# 养马岛街道
养马岛街道，是中华人民共和国山東省烟台市牟平区下辖的一个乡镇级行政单位。
清代時為寧海州連海鄉莒島社，民初襲之。二年起改為象島鄉，先後隸屬於寧海縣第一區和牟平縣第一區、第十區、牟東區、崔山區。三十五年改 為牟平縣象島區。1951年設為牟平縣十六區，1955年復設牟平縣象島區，次年3月併入崔山區，12月設立象島鄉。1957年1月併入牟城鎮，7月又分為象島鄉。1958年9月成立燈塔公社，11月併入東風公社。1962年設立象島公社。1984年公社撤銷，設立象島鄉，1985年4月撤鄉設養馬島鎮。2001年撤鎮設立養馬島街道。

## 行政区划
养马岛街道下辖以下地区：
张家庄社区、孙家疃社区、马埠崖社区、驼子社区、洪口社区、中原社区、黄家庄社区和杨家庄社区。